# Polygonia argenteum
Polygonia argenteum är en fjärilsart som beskrevs av Kirby 1837. Polygonia argenteum ingår i släktet Polygonia och familjen praktfjärilar. Inga underarter finns listade i Catalogue of Life.